# UDP-N-acetilmuramat-L-alaninska ligaza
UDP-N-acetilmuramat--alaninska ligaza (EC 6.3.2.8, MurC sintetaza, UDP--acetilmuramoil-L-alanin sintetaza, uridin difosfo-N-acetilmuramoilalanin sintetaza, UDP--acetilmuramoilalanin sintetaza, enzim dodavanja L-alanina, UDP-acetilmuramil--alanin sintetaza, UDPMurNAc-L-alanin sintetaza, L-Ala ligaza, uridin difosfat N-acetilmuramat:L-alanin ligaza, uridin 5'-difosfat--acetilmuramil--alanin sintetaza, uridin-difosfat--acetilmuramat:-alanin ligaza, UDP-MurNAc:L-alanin ligaza, enzim dodavanja alanina, UDP-N-acetilmuramil:L-alanin ligaza) je enzim sa sistematskim imenom UDP-N-acetilmuramat:-alanin ligaza (formira ADP). Ovaj enzim katalizuje sledeću hemijsku reakciju
ATP + UDP-N-acetilmuramat + L-alanin {\displaystyle \rightleftharpoons } ADP + fosfat + UDP-N-acetilmuramoil-L-alanin
Ovaj enzim učestvuje u sintezi peptida ćelijskog zida.

## Literatura
- Nicholas C. Price; Lewis Stevens (1999). Fundamentals of Enzymology: The Cell and Molecular Biology of Catalytic Proteins (Third изд.). USA: Oxford University Press. ISBN 019850229X.
- Eric J. Toone (2006). Advances in Enzymology and Related Areas of Molecular Biology, Protein Evolution (Volume 75 изд.). Wiley-Interscience. ISBN 0471205036.
- Branden C; Tooze J. Introduction to Protein Structure. New York, NY: Garland Publishing. ISBN 0-8153-2305-0.
- Irwin H. Segel. Enzyme Kinetics: Behavior and Analysis of Rapid Equilibrium and Steady-State Enzyme Systems (Book 44 изд.). Wiley Classics Library. ISBN 0471303097.
- William P. Jencks (1987). Catalysis in Chemistry and Enzymology. Dover Publications. ISBN 0486654605.

## Spoljašnje veze
- UDP-N-acetylmuramate---L-alanine+ligase на 